# Parador Progreso
Parador Progreso es una estación ferroviaria ubicada en la intersección de las calles Progreso y Valle Grande en el distrito de San Francisco del Monte, en el Departamento Godoy Cruz, provincia de Mendoza, Argentina.

## Historia
La estación fue inaugurada el 28 de febrero de 2012, junto con el resto de las estaciones de la línea. Es una estación intermedia del servicio que une Estación Gutiérrez y Estación Mendoza.

## Imágenes

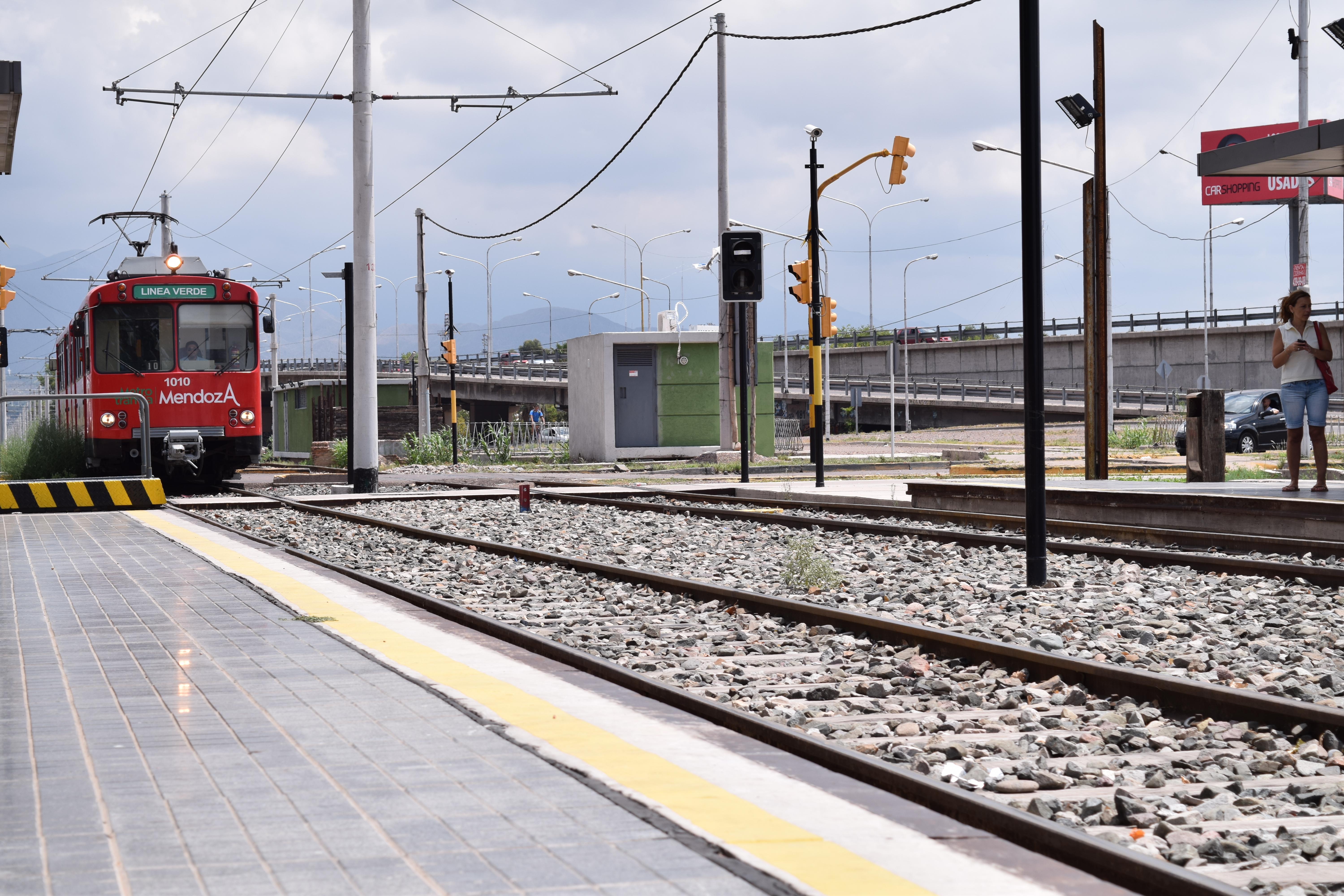
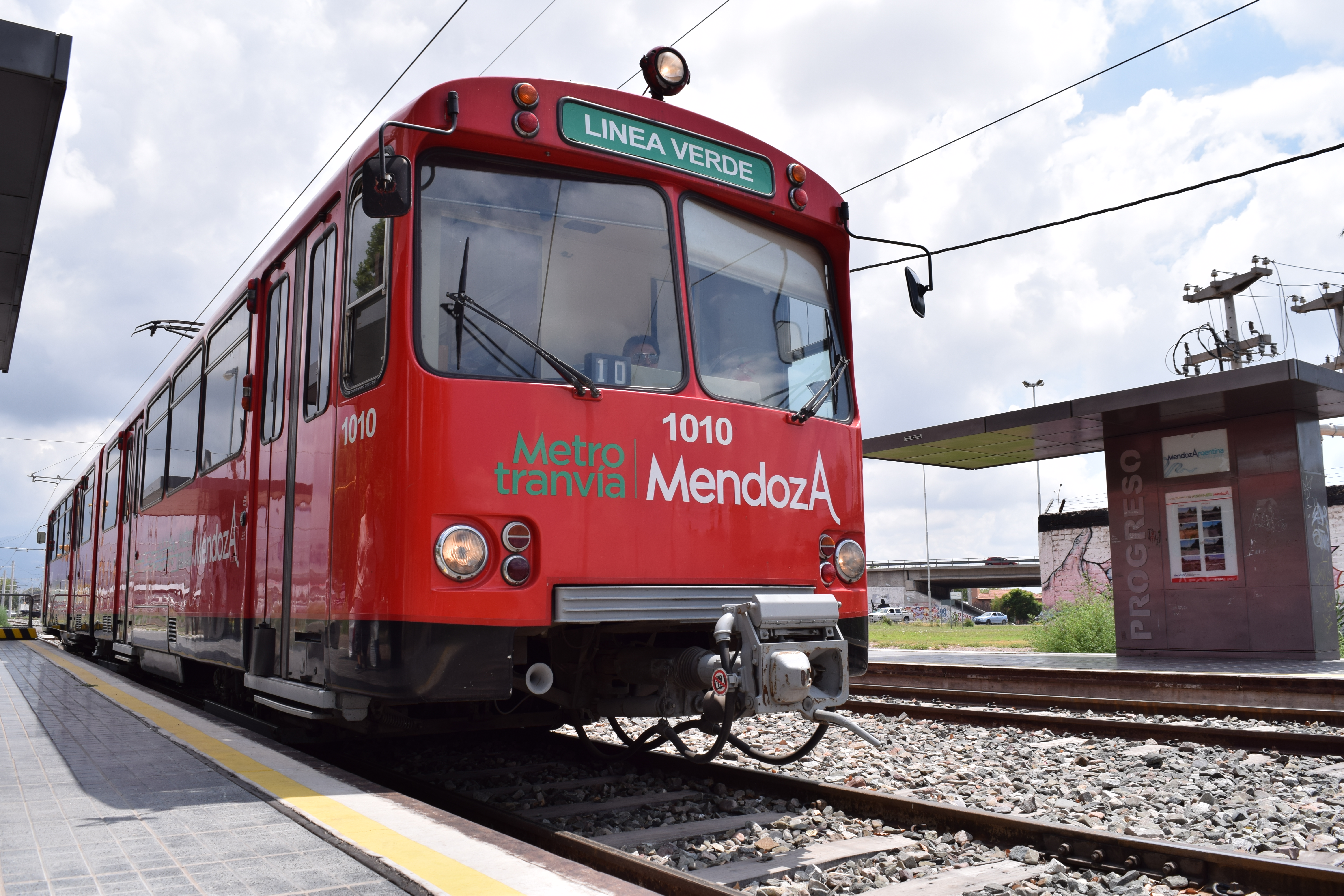
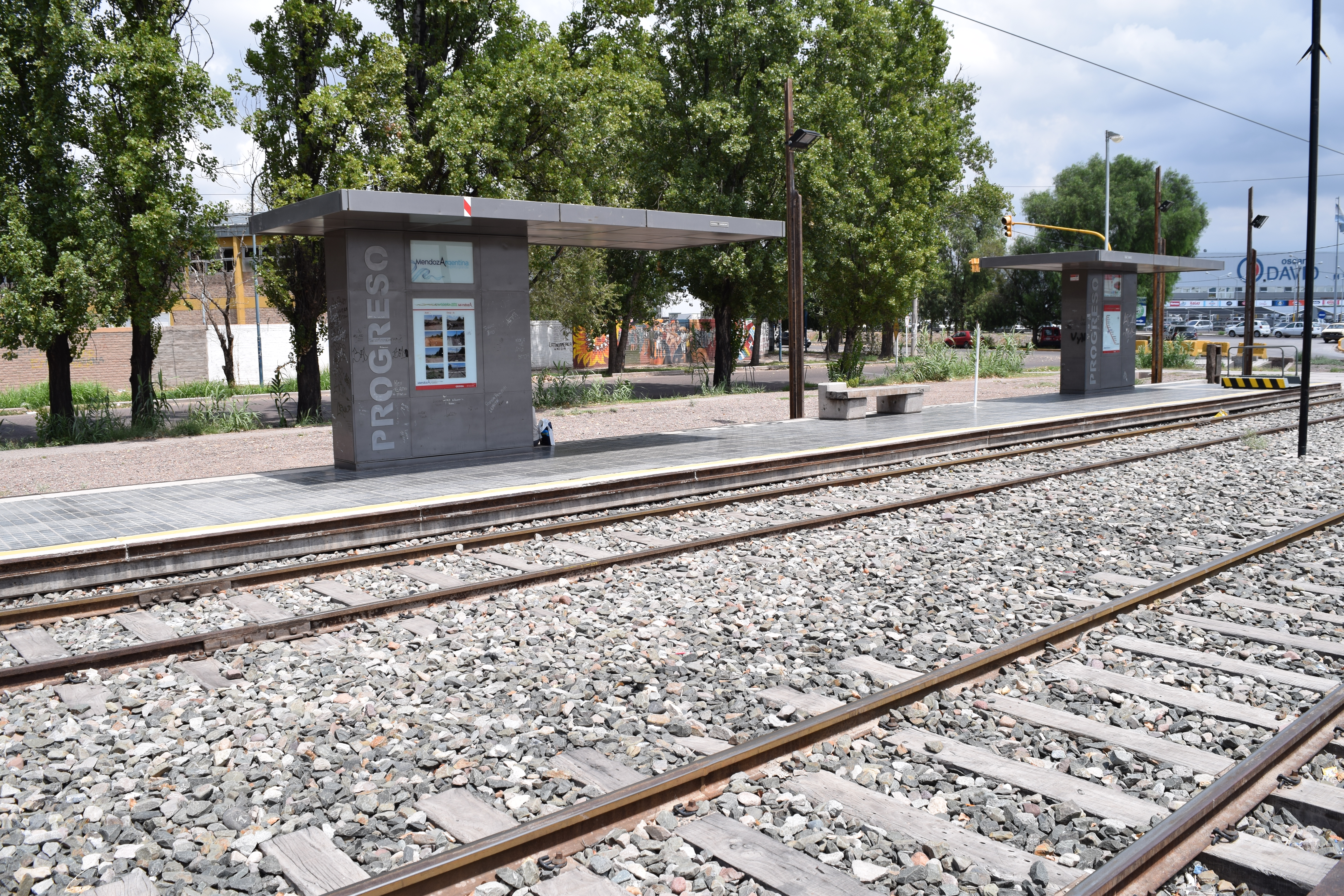
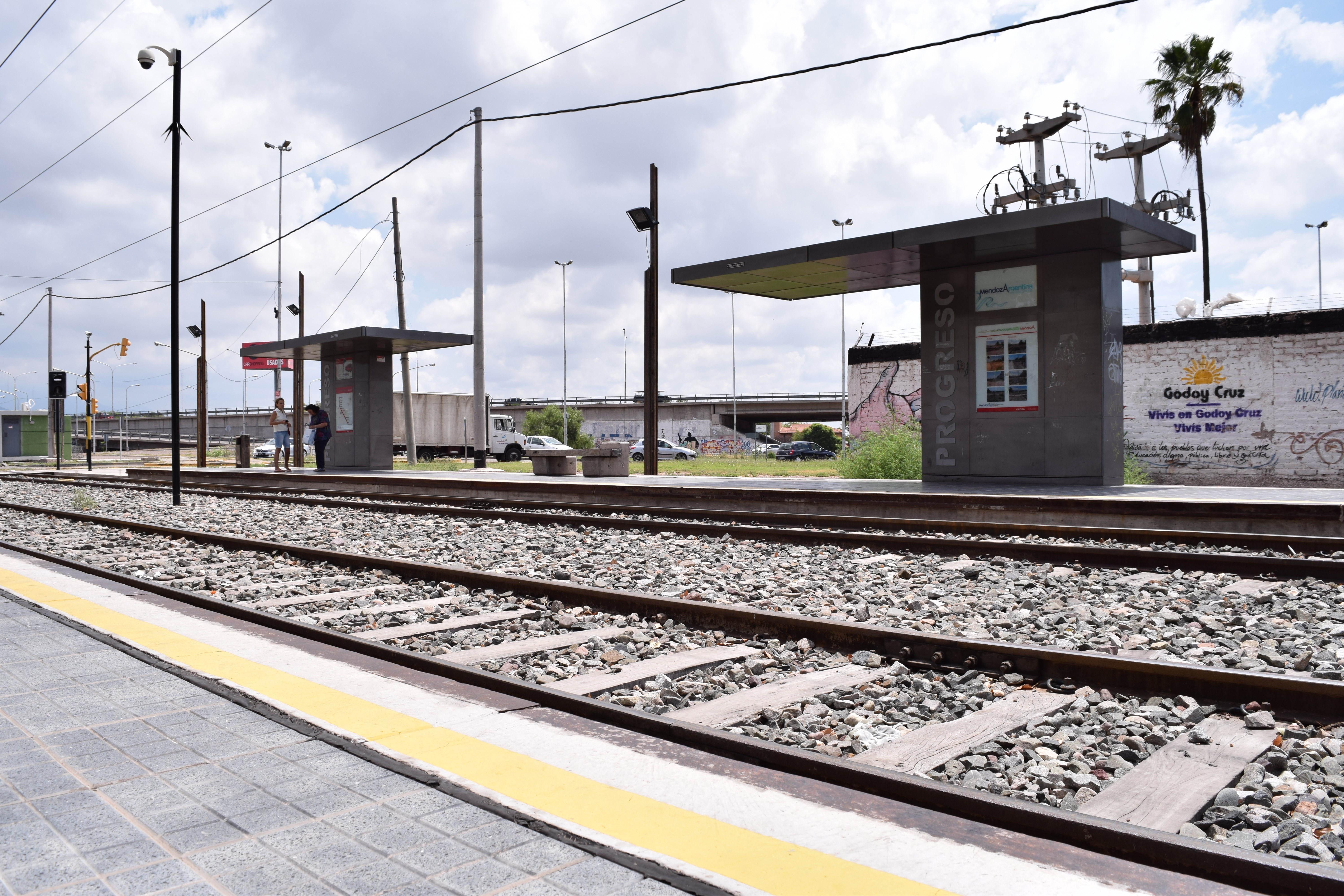